# Cal Llobet (Florejacs)
Cal Llobet és una casa de Florejacs, al municipi de Torrefeta i Florejacs (Segarra), inclosa a l'Inventari del Patrimoni Arquitectònic de Catalunya.

## Descripció
Edifici de tres plantes, pròxim al castell de Florejacs. A la planta baixa, a l'esquerra, hi ha una entrada amb arc de mig punt adovellat, a la seva dreta hi ha una petita espitllera. A la dreta de la façana hi ha una entrada amb llinda de pedra. A la planta següent, a l'esquerra de la façana hi ha una finestra, i a la dreta hi ha dos balcons amb barana de ferro. A la darrera planta hi ha tres petites finestres.